# Vice
Pour les articles homonymes, voir Vice (homonymie).
 (octobre 2016).
 (octobre 2010).
Si vous disposez d'ouvrages ou d'articles de référence ou si vous connaissez des sites web de qualité traitant du thème abordé ici, merci de compléter l'article en donnant les références utiles à sa vérifiabilité et en les liant à la section « Notes et références ».

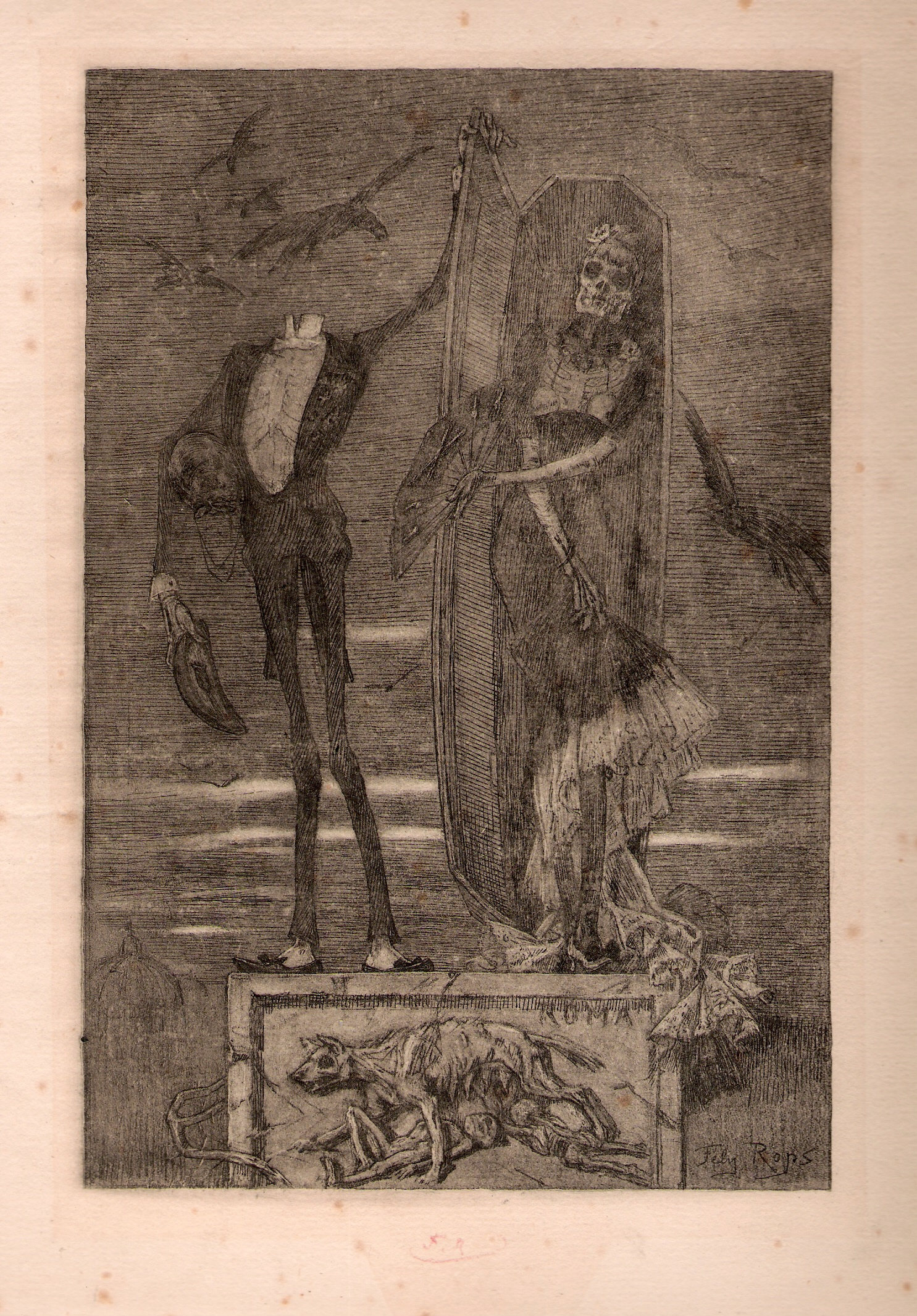
Félicien Rops, Le vice suprême

Le vice désigne d'une manière générale et non morale ce qui est défectueux, le défaut. En morale, c'est un penchant devenu habitude que la morale réprouve (en matière sexuelle mais pas seulement), ou un défaut excessif.
La notion de vice varie peu d'une culture et d'une époque à l'autre, mais son contenu, ce qu'il désigne, est très changeant. Par exemple, la conception athénienne antique de la sexualité : apprécier une femme autrement que comme génitrice d'une descendance semblait grotesque pour certains membres des couches supérieures de la population, sans pour autant que l'homosexualité fût sentie comme une valeur en soi. Le mythe d'Aristophane dans le Banquet de Platon montre cependant qu'un amour authentique pouvait être conçu entre un homme et une femme, représentant deux moitiés d'un même corps originel.
L'avarice est, selon les critères chrétiens, un péché mortel et la pauvreté matérielle est un indice de pureté morale. 

## Droit
- Vice de fabrication
- Vice de forme
- Vices du consentement : le dol, l'erreur, la violence

## Judéo-christianisme
Parmi les exemples de vices souvent réprouvés par les morales religieuses judéo-chrétiennes, on trouve, entre autres, la bestialité (la zoophilie), l'homosexualité (et surtout la sodomie), la masturbation et la majorité des pratiques sexuelles n'impliquant pas la seule volonté de reproduction.
On peut également citer les principaux défauts humains, à savoir l'avarice, l'égoïsme, l'hypocrisie, l'intempérance, la jalousie, l'oisiveté, l'orgueil (vice suprême pour les Grecs de l'Antiquité, nommé hubris, ou hybris), la paresse, la vanité, etc., qui peuvent plus ou moins recouper certains des sept péchés capitaux de la morale chrétienne (chaque péché capital (ou vice) étant le contraire d'une des vertus théologales ou cardinales). 

## Bouddhisme
Pour le bouddhisme, les « petits » vices sont les comportements d'attachement considérés illusoires aux plaisirs matériels : pouvoir, richesse, etc. Dans le bouddhisme traditionnel, il existe quatre « grands » vices qui peuvent mener à l'exclusion de la communauté : le meurtre, le vol, la fornication et l'imposture. 

## Économie
Pour Bernard Mandeville, le vice, qui conduit à la recherche de richesses et de puissance, produit involontairement de la vertu parce qu'en libérant les appétits ils apporte une opulence supposée ruisseler du haut en bas de la société. Aussi, Mandeville soutient que la guerre, le vol, la prostitution, l'alcool et les drogues, la cupidité, etc., contribuent finalement « à l'avantage de la société civile » ; « Soyez aussi avide, égoïste, dépensier pour votre propre plaisir que vous pourrez l’être, car ainsi vous ferez le mieux que vous puissiez faire pour la prospérité de votre nation et le bonheur de vos concitoyens ».
L'économiste Adam Smith répète le principe du projet mandevillien en le débarrassant de sa dimension sulfureuse et provocatrice. Dans La Richesse des nation, il remplace le  mot vice par l'amour de soi (self-love).